# Hermann Finelius
Hermann Finelius (* 29. Januar 1819 in Greifswald; † 3. September 1849 in Langenfelde) war ein deutscher Dichterarzt.
Hermann Karl Friedrich Finelius war ein Sohn des Adjunkten und späteren Greifswalder Professors Johann Christian Friedrich Finelius sowie dessen Ehefrau Anna Maria Wilhelmina Louisa Ziemssen (* 1782). Er studierte in Greifswald Medizin, wurde dort 1842 promoviert, starb jedoch früh nach jahrelangem Leiden. Er schrieb Gedichte, die von Freunden postum herausgegeben wurden.

## Schriften
- De systemate portarum. Greifswald 1842 (Diss.)
- Gedichte. Greifswald 1852